# Ruige lathyrus
De ruige lathyrus (Lathyrus hirsutus) is een eenjarige en soms tweejarige plant uit de vlinderbloemenfamilie (Fabaceae). Het is een exoot die na 1900 verwilderd is of aangeplant, de plant raakte ingeburgerd tussen 1925 en 1949. De plaats van herkomst is Midden-Europa.

## Beschrijving
De bloemkleur van de ruige lathyrus is rood met blauw. Ruige lathyrus wordt 30-100 cm hoog. De geurige en warmteminnende soort bloeit in mei tot en met juli. Het taxon wordt voornamelijk door hommels en bijen bestoven en de zaden strooit ze zelf uit. De vrucht is een doosvrucht. De ruige lathyrus is een therofyt.

## Groeiplaats
De ruige lathyrus staat op open en zonnige, matig basenrijke tot basenrijke, droge tot vochtige, voedsel- en kalkrijke, vaak omgewerkte zand-, leem-, kalk- en mergelbodems. De eenjarige en soms tweejarige plant groeit in voedselrijke ruigten, op kale en braakliggende grond, op open plekken van bermen en in greppels, in graslanden, akkers en akkerranden. Ook op moerassige plekken en zandduintjes, op spoorwegterreinen en op enigszins ruderale plaatsen.

## Verspreiding
Nederland valt net buiten het noordwestelijke deel van het Europese deel van het areaal dat tot in Wallonië reikt. In Nederland komt de ruige lathyrus zeer zeldzaam voor, het meest is zij te vinden in Zuid-Limburg. 

## Gebruik
De ruige lathyrus levert veevoer, maar de zaden zijn giftig. Ze wordt al sinds de 17e eeuw gebruikt voor erosiecontrole, groenbemester en als zeer variabele sierplant.